# Хорог (шут у кошарци)
Хорог или небеска удица је кошаркашки шут. Изводи се тако што се једном руком шутира на кош преко главе, док се другом руком брани. Играч се креће паралелно са таблом коша ради бољег избачаја и боље контроле шута. Код изворне технике једно колено је благо подигнуто. Ову технику шута највише користе центри. Хорог спада у најтеже технички изводљиве кошаркашке шутеве. Због своје комплексности и тешке изводљивости добио је своју лакшу варијанту полухорог. Хорог је популаризовао 1980-их година НБА центар Карим Абдул Џабар. Касније је хорог постао један од главних шутева многих играча у НБА лиги, укључујући познате звезде као што су Џорџ Микан, Меџик Џонсон и Јао Минг.

## Историја
Изведен је први пут у званичним играма на Европском првенству у кошарци 1937. године од стране литванског кошаркаша Пранас Талзунаса. Касније је Џорџ Микан развио хорог шут док је играо на Универзитету Депол средином 1940-их. Хорог је постао заштитни знак Карим Абдул Џабарa, водећег стрелца свих времена у НБА лиги. Изводио је овај шут са много веће удаљености од коша од већине играча.